# Takumi Kitamura
 (février 2025).
La mise en forme du texte ne suit pas les recommandations de Wikipédia : il faut le « wikifier ».
Les points d'amélioration suivants sont les cas les plus fréquents. Le détail des points à revoir est peut-être précisé sur la page de discussion.
- Les titres sont pré-formatés par le logiciel. Ils ne sont ni en capitales, ni en gras.
- Le texte ne doit pas être écrit en capitales (les noms de famille non plus), ni en gras, ni en italique, ni en « petit »…
- Le gras n'est utilisé que pour surligner le titre de l'article dans l'introduction, une seule fois.
- L'italique est rarement utilisé : mots en langue étrangère, titres d'œuvres, noms de bateaux, etc.
- Les citations ne sont pas en italique mais en corps de texte normal. Elles sont entourées par des guillemets français : « et ».
- Les listes à puces sont à éviter, des paragraphes rédigés étant largement préférés. Les tableaux sont à réserver à la présentation de données structurées (résultats, etc.).
- Les appels de note de bas de page (petits chiffres en exposant, introduits par l'outil «  Source ») sont à placer entre la fin de phrase et le point final[comme ça].
- Les liens internes (vers d'autres articles de Wikipédia) sont à choisir avec parcimonie. Créez des liens vers des articles approfondissant le sujet. Les termes génériques sans rapport avec le sujet sont à éviter, ainsi que les répétitions de liens vers un même terme.
- Les liens externes sont à placer uniquement dans une section « Liens externes », à la fin de l'article. Ces liens sont à choisir avec parcimonie suivant les règles définies. Si un lien sert de source à l'article, son insertion dans le texte est à faire par les notes de bas de page.
- La présentation des références doit suivre les conventions bibliographiques. Il est recommandé d'utiliser les modèles {{Ouvrage}}, {{Chapitre}}, {{Article}}, {{Lien web}} et/ou {{Bibliographie}}. Le mode d'édition visuel peut mettre en forme automatiquement les références.
- Insérer une infobox (cadre d'informations à droite) n'est pas obligatoire pour parachever la mise en page.

Pour une aide détaillée, merci de consulter Aide:Wikification.
Si vous pensez que ces points ont été résolus, vous pouvez retirer ce bandeau et améliorer la mise en forme d'un autre article.
Takumi Kitamura (北村 匠海, Kitamura Takumi), né le 3 novembre 1997 à Tokyo, est un acteur, chanteur, réalisateur de films et mannequin japonais.
Il est également le leadeur du groupe de danse rock DISH//.

## Carrière
Vers 2006 il se fait repérer (alors qu'il est en troisième année de l'école primaire) et devient membre de Stardust Promotion. Il enchaine les auditions des centaines de fois et fait sa première apparition dans une publicité à l'âge de 9 ans.
Le 14 décembre 2023, il joue le rôle principal de Yusuke Urameshi dans la série Yū Yū Hakusho,, diffusé sur Netflix.

### Films en tant que réalisateur
- 2025 : 世界征服やめた, Sekai seifuku yameta[4]

## Filmographie

### Films
- 2008 : Dive!! : - Fujitani Youichi enfant
- 2008 :ブタがいた教室, Buta ga ita kyoshitsu : Kishimoto Takumi
- 2009 :重力ピエロ, Jyuuryoku piero- Okuno Haru enfant
- 2009 : TAJOMARU - Hatakeyama Naomitsu enfant
- 2009 : The Unbrocken (沈まぬ太陽, Shizumanu taiyō) : Onchi Hajime enfant
- 2010 : シュアリー・サムデイ, Surely someday : Kishi Takumi enfant
- 2011 : Ninja Kids !!! (忍たま乱太, Nintama Rantarо̄ )) :Tamura Mikiemon
- 2012 : 空色物語「ニケとかたつむり」, ,Sora iro monogatari "Nike to katatsumuri"
- 2013 : 鈴木先生, Suzuki Sensei : Demizu Tadashi
- 2013 :陽だまりの彼女, Hidamari no kanojyo : Okuda Tadashi collégien[5],[6]
- 2016 : Nobunaga Concerto (信長協奏曲, Nobunaga Kontseruto) : Mori Nagayoshi 役
- 2016 : セーラー服と機関銃 -卒業-, Sera fuku to kikanjyu - sotugyô- : Shyuhei[7]
- 2016 : Miss Granny (あやしい彼女, Ayashii kanojyo) : Seyama Tsubasa[8],[9]
- ディストラクション・ベイビーズ, Distraction babies: Kenji[10]
- 2017 : Je veux manger ton pancréas (君の膵臓をたべたい, Kimi no suizō o tabetai) : "Moi" (rôle principal) [note 1][11]
- 2017 : Love and Lies (恋と嘘, Koi to Uso) : Yūto Shiba
- 2017 : 勝手にふるえてろ, Katte ni furuetero : Itchi
- 2018 : OVER DRIVE : Shinkai Akira
- 2018 : Stolen Identity (スマホを落としただけなのに, Sumaho o Otoshita dake nanoni)
- 2018 : 春待つ僕ら, Haru matsu bokura : Asakura Towa[12]
- 2019: 12 Suicidal Teens (十二人の死にたい子どもたち, Jūni-nin no shinitai kodomo-tachi) : Nobuo[13]
- 2019 : 君は月夜に光り輝く, Kimi ha tsukiyo ni hikarikagayaku : Okada Takuya (rôle principal) [note 2][14]
- 2019 : 影踏み, Kagefumi : Kenji[15]
- 2020 : サヨナラまでの30分, Sayonara made no 30 pun : Kubota Sota (rôle principal) [note 3][16]
- 2020 : Love, Be Loved, Leave, Be Left (思い、思われ、ふり、ふられ, Omoi, omoware, furi, furare) : Yamamoto Rio (rôle principal)[note 4][17],[18]
- 2020 : とんかつDJアゲ太郎, Tokatsu DJ Agetaro : Katsumata Agetaro (rôle principal)[19]
- 2020 : さくら, Sakura : Hasegawa Kaoru (rôle principal)[20]
- 2020 : アンダードッグ, Under dog : Oomura Ryuta [note 5][21]
- 2021 : 砕け散るところを見せてあげる, Kudake tiru tokorowo wo misete ageru : Tempête rouge vif[22],[23]
- Tokyo Revengers (東京卍リベンジャーズ, Tōkyō Ribenjāz : Hanagaki Takemichi (rôle principal)
  - 2021 : Tokyo Revengers[24],[25]
  - 2023 : Tokyo Revengers 2 : Chi no Halloween -Unmei-, 東京リベンジャーズ2 血のハロウィン編 -運命-[26],[27]
  - 2023 : Tokyo Revengers 2 : Chi no Halloween -Kessen-, 東京リベンジャーズ2 血のハロウィン編 -決戦-[27]
- 2021 : 明け方の若者たち, Akegata no wakamono tachi : "Moi" (rôle ptincipal)[28]
- 2022 : とんび, Tombi : Ichikawa Akira[29],[30]
- 2022 : そばかす, Sobakasu : Tendo Hikaru[31]
- 2023 : スクロール, Scroll : "Moi" (rôle principal) [note 6][32],[33]
- 2023 : 法廷遊戯 Hotei Yugi : Yuki Kaoru[34]
- 2025 : 悪い夏, Warui natsu : Sasaki Mamoru (rôle principal)[35]
- 2025 : 金子差入店, Kaneko sashiireten : Kojima Tadashi[36]

### Films d'animation
- 2019 : HELLO WORLD : Naomi Katagaki[37]
- 2019 : 7 Jours (ぼくらの7日間戦争, Bokura no nanoka-kan sensō) : Mamoru Suzuhara[38]
- 2020 : Love, Be Loved, Leave, Be Left (思い、思われ、ふり、ふられ, Omoi, omoware, furi, furare) : un lycéen[39]
- 2022 : Le Château solitaire dans le miroir (かがみの孤城, Kagami no kojō) : Rion[40]
- 2024 : Crayon Shin-chan : Nos avetures avec les dinosaures (映画 クレヨンしんちゃん オラたちの恐竜日記, Crayon Shin-chan: Ora-tachi no Kyōryū Nikki) : Billy[41]

### Théâtre
- 2022 : Mercury Fur (replay) ( Setagaya Public Theatre, etc.) : Darren 1 2

### Partenaires
- 2020- : LANVIN en Bleu : ambassadeur officiel[42]
- 2021 : TikTok TOHO Film Festival 2021 : ambassadeur officiel[43]
- 2021 : Tommy Hilfiger AUTOMNE 2021 Collection de vêtements pour hommes : Ambassadeur officiel[44]
- 2023 : VT COSMETICS JAPAN : ambassadeur officiel[45]
- 2023 : Adastria Niko et... Adastria Co., Ltd. Ambassadeur officiel
- 2023 : Partenaire spécial Coach Play@Harajuku Pop-up : partenaire spécial[46]
- 2024 : Dior Japon : ambassadeur officiel[47]

## Distinctions
- 2017 : 42e Prix Hōchi du cinéma : Prix de révélation pour Je veux manger ton pancréas[48]
- 2018 : 41e Japan Academy Prize : Prix de révélation pour Je veux manger ton pancréas[49]
- 2018 : Festival du cinéma d'Osaka 2018 : Prix de révélation pour Je veux manger ton pancréas[50]
- 2020 : 12ème TAMA CINEMA FORUM : Prix de révélation pour Sayonara made no 30 pun, Love, Be Loved, Leave, Be Left(film live), Kagefumi, 7 jours, Love, Be Loved, Leave, Be Left (film d'animation)[51]
- 2021 : Prix de l'Élan d'or : Prix de révélation[52]
- 2021 : GQ MEN OF THE YEAR 2021 : Men of the year : Breakthrough Actor prize[53]
- 2021 : Prix du meilleur acteur aux Asia Artist Awards 2021[53]
- 2021 : ELLE CINEMA AWARDS 2021 : Prix ELLE MEN pour Tokyo Revengers[54]
- 2022 : 33e Japan Jewelry Best Dresser Award, catégorie masculine